# クラウデミール・ドミンゲス・デ・ソウザ
クラウデミール（Claudemir）ことクラウデミール・ドミンゲス・デ・ソウザ（ポルトガル語: Claudemir Domingues de Souza、1988年3月27日 - ）は、ブラジル・バイーア州出身のサッカー選手。ポジションはMF。

## クラブ歴

### ブラジル
バイーア州マカウバスに生まれ、ウニオン・サンジョアンECとSEパルメイラスの下部組織に在籍、2007年にサン・カルロスFCでプロサッカー選手となった。

### フィテッセ
2008年にオランダ・エールディヴィジのフィテッセに移籍、2年間で76試合に出場した。

### コペンハーゲン
2010年6月20日には5年契約でデンマークのFCコペンハーゲンに移籍、背番号は6番をつけた。
2010年11月2日に行われたUEFAチャンピオンズリーグ 2010-11でのFCバルセロナ戦では得点し、1-1の引分に持ち込んだ。これによって彼はGoal.comの週間ベストイレブンに選出された。
その次の同杯出場となったUEFAチャンピオンズリーグ 2013-14では2013年10月23日にガラタサライから一点を奪ったものの、3-1で敗北した。

### クラブ・ブルッヘ
2015年1月にベルギー・ジュピラー・プロ・リーグのクラブ・ブルッヘに移籍。

### アル・アハリ
2017年、サウジアラビアのアル・アハリに移籍。

### ブラガ
2018年、ポルトガルのSCブラガに移籍。

### スィヴァススポル
2020年、トルコのスィヴァススポルに移籍。

## タイトル
FCコペンハーゲン
- デンマーク・カップ: 2011-12[4]

クラブ・ブルッヘ
- ジュピラー・プロ・リーグ: 2015-16
- ベルギーカップ: 2014-15
- ベルギー・スーパーカップ: 2016